# 金牛座HU
金牛座HU，又名BD+20 785，HD 29365、SAO 76680、HR 1471，是金牛座的一颗恒星，视星等为5.92，位于銀經177.88，銀緯-17.22，其B1900.0坐标为赤經4h 32m 21.7s，赤緯+20° -17.22′ 2″。